# Wim de Ron
Wim de Ron (Dinteloord, 23 augustus 1969) is een Nederlands voormalig voetballer die als doelman speelde.

## Loopbaan als speler
De Ron begon met voetballen bij VV Dinteloord. Hier werd hij op 15-jarige leeftijd gescout door PSV. Hij trad in 1991 toe tot de selectie en werd reservedoelman achter Hans van Breukelen. Hij speelde eenmaal op Europees niveau, in San Siro verloor hij voor de Champions League in 1993 met PSV van AC Milan met 2-0. Nadat Van Breukelens contract in 1994 niet werd verlengd, werd De Ron te licht bevonden om eerste doelman te worden. De Ron moest vanuit de kranten vernemen dat de club met Stanley Menzo en Ronald Waterreus twee nieuwe doelmannen aan had getrokken en hij op zoek moest naar een nieuwe club.
Gezien de keeperscarrousel, die begon te draaien toonden veel clubs interesse in De Ron. FC Groningen wilde De Ron wel overnemen, als PSV zou beslissen Patrick Lodewijks terug te halen naar Eindhoven. Bij AFC Ajax was De Ron in beeld om de plaats van Menzo in te nemen. Bij NAC Breda was De Ron in beeld om John Karelse op te volgen, die nadrukkelijk in de belangstelling stond van Leeds United. Ten slotte was er ook FC Dordrecht, die zeer concreet was, maar waar De Ron geen overeenstemming mee wist te vinden. Uiteindelijk benaderde SC Cambuur De Ron, of hij interesse had bij de Friese club te komen spelen, als Fred Grim de overstap zou maken naar AFC Ajax, als vervanger van, daar tweede doelman, Stanley Menzo. Hoewel De Ron liefst in de eredivisie wilde spelen, zag De Ron voldoende perspectief bij het zojuist gedegradeerde SC Cambuur. Hij tekende er een contract voor twee jaar, maar zou uiteindelijk zeven jaar verbonden blijven aan de club.
De Ron maakte met de club zowel een promotie (1997/98) naar de eredivisie mee als een degradatie twee jaar later in het seizoen 1999/2000. Hij sloot zijn carrière af bij RBC Roosendaal, waar hij later actief werd als keepertrainer bij de jeugd. Verder coachte hij een aantal amateurclubs en werkt als taxichauffeur voor mensen met een verstandelijke handicap.
De Ron stond bekend om zijn kleine postuur, waarmee hij afweek van het geijkte keepersbeeld. Hij heeft een lengte van 1 meter 71.
Hij was Nederlands jeugdinternational en nam deel aan het Europees kampioenschap voetbal onder 16 - 1985 en 1986 als ook aan het Europees kampioenschap voetbal onder 18 - 1988. De Ron kwam ook uit voor Jong Oranje.